# A DOZEN OF GAMES
『A DOZEN OF GAMES』（ア・ダズン・オブ・ゲームズ）は、JAYWALKの14枚目のオリジナルアルバム。1995年3月1日にmeldacから発売された。

## 概要
前作『2 HOURS & 7 MINUTES』から11ヶ月振りに発売。バンド名を「J-WALK」から「JAYWALK」へ変更した初のアルバム。

## 収録曲
（全作詞：知久光康、全編曲：杉田裕・知久光康）
1. 長い夜…東京
作曲：中村耕一
2. 200X年…公園
作曲：中村耕一
後に33枚目のシングル『Goody…冒険の国へ』のカップリング曲としてシングル・カット。
3. 言えなかった言葉を君に
作曲：中村耕一
30枚目のシングル。
4. 誰よりも優しくて
作曲：杉田裕
後に31枚目のシングルとしてシングル・カット。
5. 雨にも風にも (CM VERSION)
作曲：中村耕一
29枚目のシングル。
6. もう愛せないけど
作曲：中村耕一
7. 君が君でいてくれるなら
作曲：中村耕一
8. とりあえず大人
作曲：杉田裕
-GAME BOYS- (INSTRUMENTAL)
作曲：知久光康
9. 君と駅までの道
作曲：中村耕一
後に31枚目のシングル『誰よりも優しくて』のカップリング曲としてシングル・カット。
10. 見つめていたい
作曲：知久光康
28枚目のシングル。
11. 真昼の夢の恋人たち
作曲：杉田裕
29枚目のシングル「雨にも風にも」カップリング曲。
12. 独りぼっちの仲間達
作曲：杉田裕